# Scrip Range
Scrip Range är ett berg i Kanada.   Det ligger i provinsen British Columbia, i den centrala delen av landet, 3 200 km väster om huvudstaden Ottawa. Toppen på Scrip Range är 2 260 meter över havet, eller 441 meter över den omgivande terrängen. Bredden vid basen är 1,8 km.
Terrängen runt Scrip Range är huvudsakligen bergig, men åt nordväst är den kuperad. Trakten runt Scrip Range är nära nog obefolkad, med mindre än två invånare per kvadratkilometer.. Det finns inga samhällen i närheten.
I omgivningarna runt Scrip Range växer i huvudsak barrskog.